# Wilhelm von und zu Liechtenstein
Prinz Wilhelm Alfred Heinrich Karl Theodor Otto Gero Maria Josef von und zu Liechtenstein, Graf zu Rietberg (* 29. Mai 1922 auf Schloss Frauenthal bei Deutschlandsberg in der Steiermark; † 27. November 2006 in Wien, von 1950 bis 1980 Graf von Hohenau) war von 1990 bis zu seinem Tod der Fürstgroßprior des Großpriorates von Österreich des Souveränen Malteser-Ritter-Ordens.

## Leben
Wilhelm Liechtenstein wurde 1922 als ältestes von vier Kindern des Prinzen Karl Aloys von und zu Liechtenstein (1878–1955) und dessen Gattin Elisabeth, geborene Fürstin von Urach, Gräfin von Württemberg (1894–1962), Tochter von Herzog Wilhelm Karl von Urach, als König in Litauen Mindaugas II. (1864–1928), auf Schloss Frauenthal geboren. Seit 1950 war er mit Emma von Gutmannsthal-Benvenuti (1926–1984) verheiratet. Aus der Ehe gingen von fünf Kinder hervor.
Mit Erklärung vom 11. Juli 1950 verzichtete er auf Namen und Titel eines Prinzen von Liechtenstein und auf alle hiemit verbundenen Rechte. Ihm wurde daraufhin von seinem Cousin, Fürst Franz Josef II. von und zu Liechtenstein, der Titel eines Grafen von Hohenau verliehen.
Wilhelm Liechtenstein studierte an der Universität für Bodenkultur Wien und schloss sein Studium als Forstingenieur ab. Er war in vielfältigen Führungspositionen der Holzwirtschaft tätig. 1982 ging er in den Ruhestand. Durch Erlass vom 28. Oktober 1980 erfolgte die Wiederaufnahme in das Fürstliche Haus mit Namen, Titel und Rechten eines Prinzen von und zu Liechtenstein.
1986 wurde er in den Malteserorden aufgenommen und war zuletzt Profess-Ehren- und Devotions-Großkreuz-Bailli. 1990 legte er seinen Amtseid als Fürstgroßprior des Großpriorates von Österreich ab. Zweimal wurde er wiedergewählt. Er engagierte sich für neue Mitglieder, insbesondere aber für die Hilfswerke des Ordens wie den Malteser Hospitaldienst Austria. Vier weitere karitative Ordenswerke (Altenwohnheim Haus Malta, Malteser-Alten- und Krankendienst, Aktion St. Lukas und Aids-Dienst Malteser) wurden in seiner Amtszeit gegründet, die Rumänienhilfe gefördert und die Johannesgemeinschaft ins Leben gerufen. Heute arbeiten rund 2.000 ehrenamtliche Helfer und Ordensmitglieder in den Werken des Ordens. Zudem war er maßgeblich bemüht, die acht Malteserkirchen in Österreich, die Privatvolksschule in Mailberg und die Wirtschaftsbetriebe zu erhalten.
Wilhelm Liechtenstein verstarb 2006 in Wien. Er wurde in der Fürstlichen Gruft in Vaduz bestattet.

## Ehrungen und Auszeichnungen
- 1996: Großes Goldenes Ehrenzeichen mit dem Stern für Verdienste um die Republik Österreich[5]
- 1999: Großes Silbernes Ehrenzeichen am Bande für Verdienste um die Republik Österreich
- 2002: Komtur mit Stern des Päpstlichen Ritterordens des heiligen Gregors des Großen[6]
- Großkreuz Pro Merito Melitensi des Souveränen Malteserordens